# Deadnaming
Deadnaming (uso do nome passado ou uso do nome morto ) é a prática de chamar pelo nome de nascimento ou outro nome anterior (isto é, um nome que está "morto") a uma pessoa transgênero ou não binária sem seu consentimento. O deadnaming pode ser acidental, de boa fé ou por desconhecimento; no entanto, também se pode utilizar para descartar intencionalmente a identidade de gênero de uma pessoa.

## Conceito
O conceito do deadnaming carrega uma certa controvérsia. Pessoas a favor da normalização da identidade transgênero argumentam que seu uso é uma parte das agressões diárias pelas quais as pessoas trans passam. Apoiadores das pessoas transgênero também podem fazer deadnaming acidentalmente; membros da família ou amigos antigos que ainda não se acostumaram a usar o novo nome de uma pessoa podem fazer a prática. Dessa forma, falhas repetidas do uso do nome morto pode parecer falta de apoio. O uso do nome morto pode ser uma agressão aberta ou uma microagressão sutil, que indica que sua identidade de gênero não é plenamente reconhecida.
Existe uma disputa sobre a adequação do uso de nomes anteriores e o deadnaming como conceito legítimo até entre aqueles que apoiam as identidades trans. Christopher Reed, professor de história e estudioso da cultura LGBT, argumentou que se opor ao deadnaming "inibe os esforços para a autoaceitação e a integração". Outros argumentam que a liberdade do uso do nome morto não está coberta pelos princípios da liberdade acadêmica. As disputas em torno da legitimidade do deadnaming tem dado lugar a discussões acaloradas dentro da comunidade queer; algumas pessoas acham que o uso de nomes mortos em si é um dano significativo, enquanto outras argumentam que a medida para prevenir o uso de nomes mortos equivale a um "campo de reeducação".
Aqueles que estudam a cultura queer têm teorizado que as pessoas trans fazem questão de prevenir o uso de nomes mortos em parte como uma estratégia de autoafirmação do que está por vir, "fazendo questão da primazia do presente, procurando apagar o passado, ou inclusive localizando emocionalmente seu 'eu real' no futuro, esse lugar esquivo onde o acesso (à transição, a atenção médica, a moradia, um salário digno, etc.) e a viabilidade social tendem a aparecer mais abundantes".
A interrupção do uso dos nomes mortos por parte de terceiros é vista como uma forma de apoiar às pessoas trans.

## Obstáculos
As tentativas de deixar de ser identificadas com seus nomes mortos às vezes podem resultar em grandes obstáculos burocráticos e administrativos para as pessoas trans. A mudança de nome legal em si mesmo em documentos de identificação ou oficiais custa tempo, dinheiro e esforço; além disso, atualizar os seus dados postais, bancários e de contato eletrônico pode ser difícil. Outro exemplo são os aplicativos de transporte como o Lyft, que faz com que seja extremamente difícil para as pessoas trans mudar seus nomes e pronomes na conta.

## Respostas políticas

### Alemanha
A lei transsexual alemã contém uma proibição sobre a divulgação e investigação do nome morto, mas essa prática não é punida pela lei. Em julho de 2020, o partido verde de Baden-Württemberg e a mulher trans Maike Pfuderer denunciaram ao membro do partido Boris Palmer por insultos após que se referisse a Pfuderer em Facebook como "ele" e usou seu nome morto. Maike tomou essa atitude como uma provocação deliberada. Em agosto, Palmer foi declarado inocente e não teve consequências legais. Suas declarações poderiam ter violado os direitos de Pfuderer, mas segundo o promotor, não chegariam ao limite de um delito. Pfuderer descreve a lei transsexual como um “tigre desdentado. Não ajuda se temos direitos mas não proteção legal”. Depois destes fatos, foi criada  uma campanha para conseguir que o deadnaming seja criminalizado a nível federal no futuro.

### Brasil
No Brasil, em dezembro de 2023, o Ministério Público Federal (MPF), por meio da Justiça Federal no Acre, determinou que o X – antigo Twitter – reincluísse a diretriz de combate à transfobia dentre as condutas que enquadra como discurso de ódio dentro da plataforma; de modo a restabelecer o combate à transfobia e a proteção a essa população. Dentre as práticas que voltarão a ser punidas estão o deadnaming e o misgendering (tratar a pessoa por pronomes ou expressões que não correspondem a sua identidade de gênero autoidentificada).
 

A transfobia foi removida das diretrizes de discurso de ódio quando a plataforma passou a estar sob nova administração, sob alegação de garantir a liberdade de expressão. A plataforma atendeu ao pedido do MPF e sinalizou que:
De acordo com a nova política de uso, será reduzida a visibilidade de postagens que propositadamente usam pronomes diferentes para se referir a alguém, que não correspondem ao que a pessoa usa para si mesma. O mesmo acontecerá com postagens que utilizem um nome anterior que alguém não utiliza mais, como parte de sua transição.
Além disso, na esfera pública física, a maior parte dos funcionários de cartórios possui uma certa distância em relação ao tema e isso pode levar a formas concretas de discriminação: como o deadnaming, o uso de pronomes equivocados, a realização de questionamentos invasivos durante o atendimento etc.

### Estados Unidos
Nos Estados Unidos, em 12 de março de 2021, o Departamento de Instrução Pública de Carolina do Norte anunciou que seu sistema de informação estudiantil mostraria o "nome preferido" pelo estudante em lugar de seu nome de nascimento, o que eliminaria o uso do nome morto nos relatórios estatais, boletins dos estudantes e listas de estudantes dos professores.

### França
Na França, a Associação de jornalistas lésbicas, gays, bis, trans e intersexuais recomenda evitar na medida do possível o deadnaming ou uso do nome morto em todos os artigos de imprensa, como forma de respeito às pessoas trans.

### Reino Unido
O primeiro caso legal britânico de deadnaming é a denúncia da advogada e mulher trans Stephanie Hayden contra o roteirista Graham Linehan após ele se referir a a ela no Twitter por seu nome de nascimento masculino, entre outras coisas. Hayden disse que suas ações lhe causaram sofrimento e foi uma grande afronta à sua dignidade como mulher trans. Linehan recebeu uma advertência de assédio verbal da polícia e foi proibido de entrar em contato com Hayden.